# El Gastor
El Gastor est une commune rurale de la province de Cadix, dans la communauté autonome d'Andalousie, en Espagne.

## Géographie

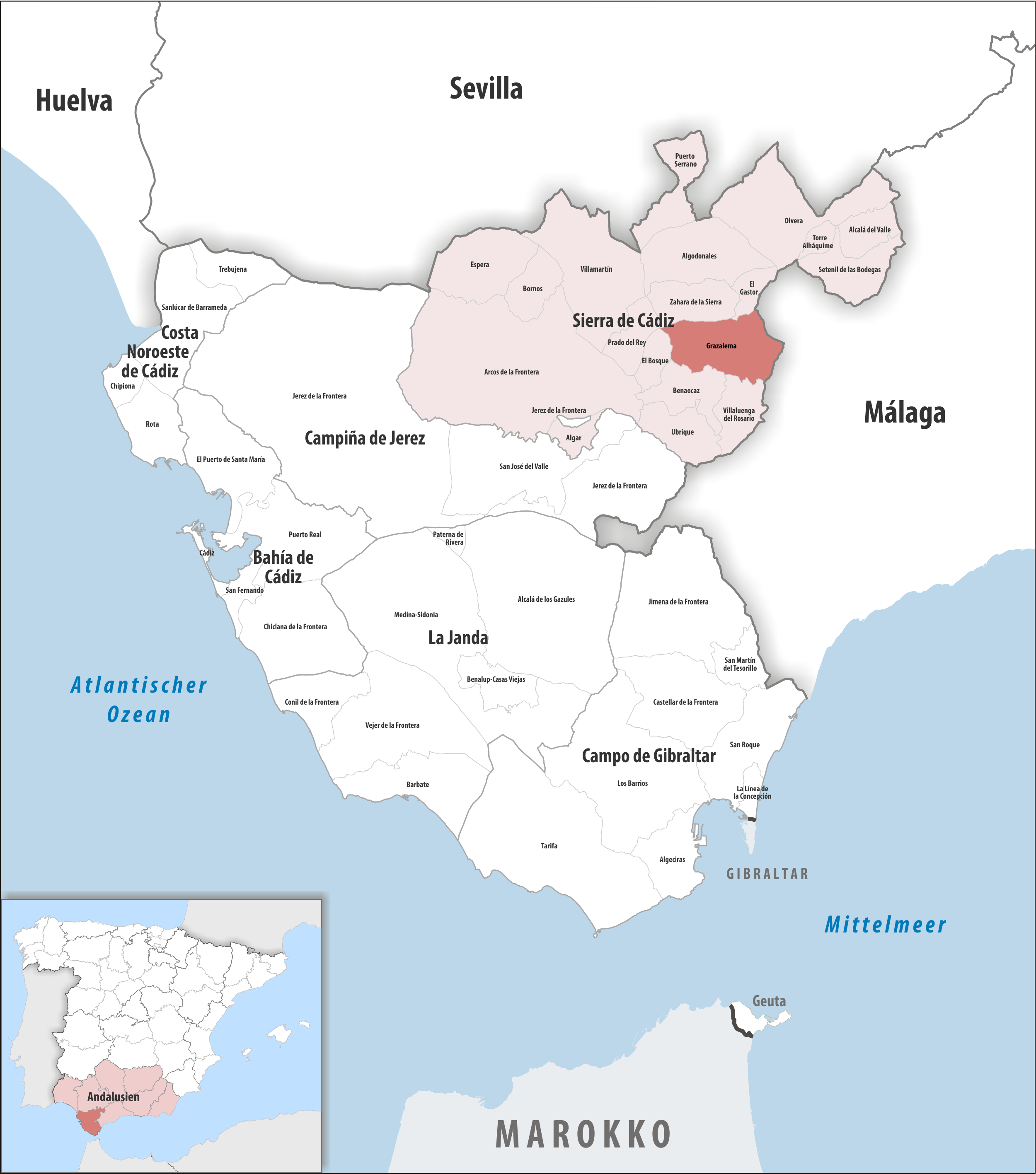
Grazalema dans la province de Cadix / en Andalousie

### Localisation
La commune d'El Gastor fait partie de la comarque de Sierra de Cadix, dans le nord-est de la province de Cadix, en Andalousie.
Cadix est à 117 km au sud-ouest ;
Jerez de la Frontera à 88 km à l'ouest-sud-ouest ;
Séville à 101 km au nord-ouest ; 
Gibraltar à 135 km au sud ; 
Malaga à 113 km à l'est (avec un assez grand détour par le nord-est qui évite les petites routes de montagne passant entre les sommets du parc national de la Sierra de las Nieves).

### Généralités, description
Le sud de la commune d'El Gastor est traversé par le réservoir de Zahara-El Gastor (es) ; et à partir de la rive sud de ce réservoir, la commune est dans le parc naturel de la Sierra de Grazalema (qui n'inclut pas le réservoir sauf pour une très petite partie à l'est).

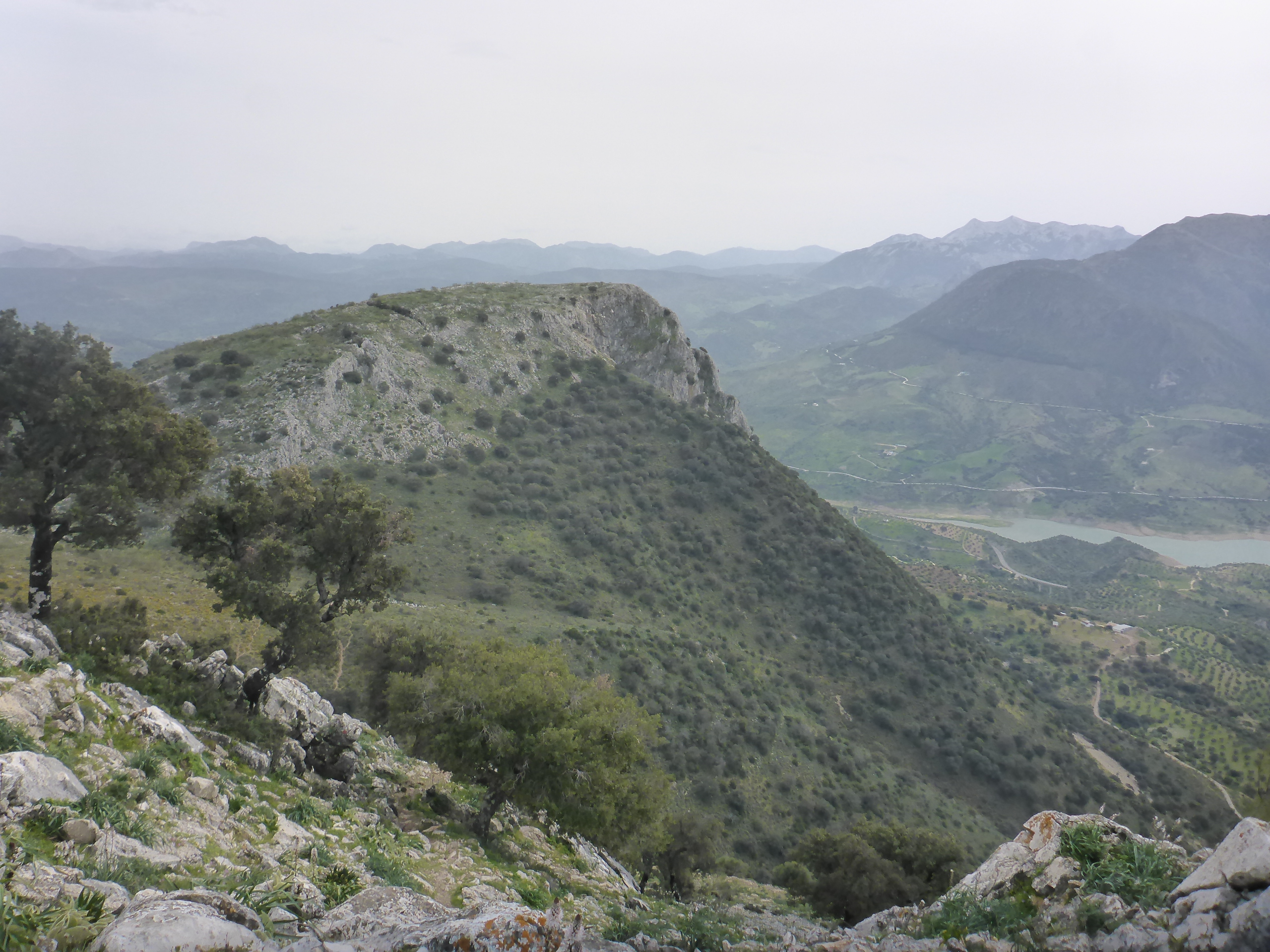
Las Grajas (1049 m, entre El Gastor à droite (ouest) et Montecorto à gauche (est)) depuis le Tajo Algarin (1067 m, sur El Gastor)
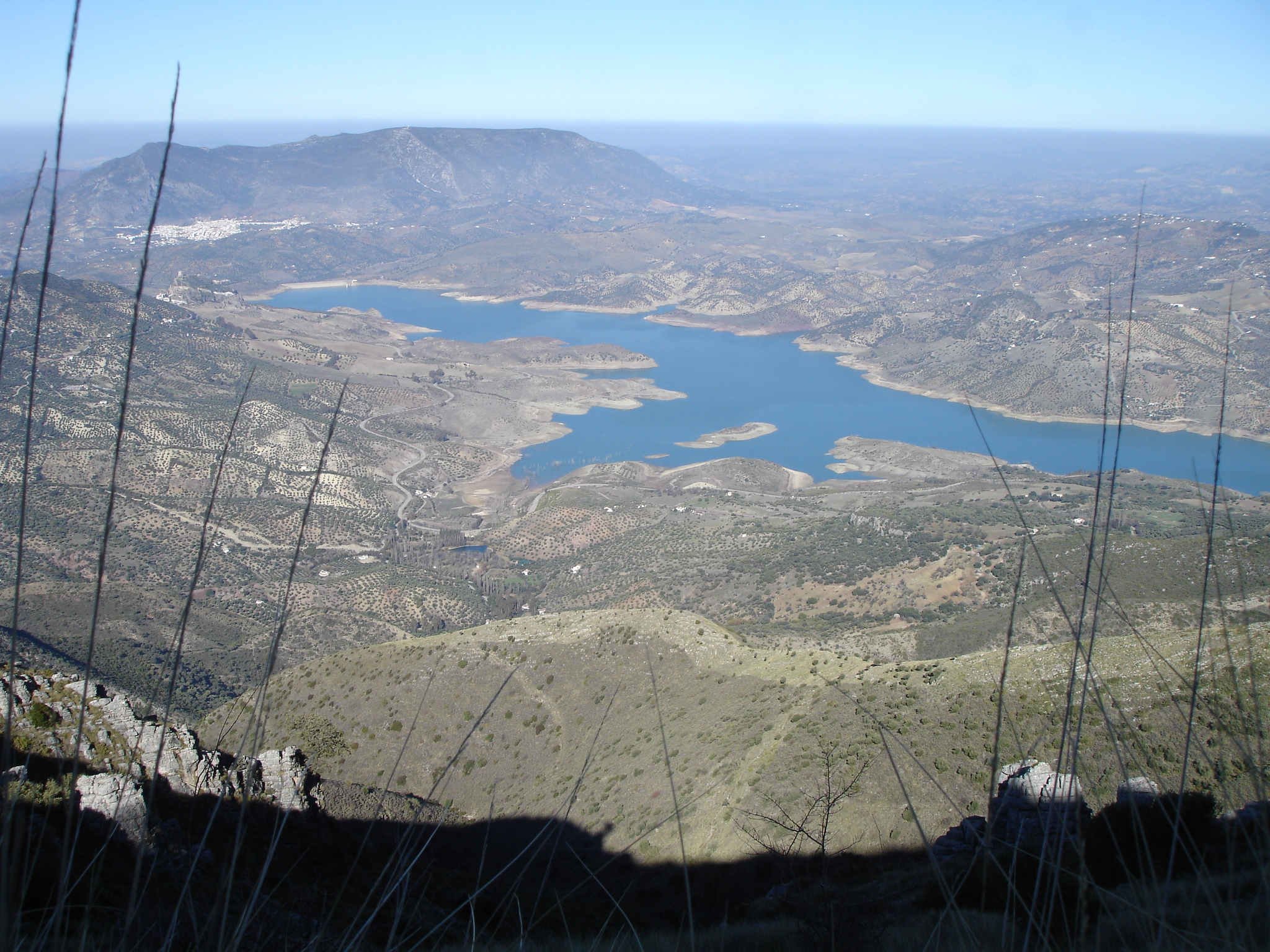
Réservoir de Zahara-El Gastor (es), vue vers le N-O : Algodonales, village blanc, au fond à gauche ; le château de Zahara sur sa butte à gauche au bord du lac ; et le territoire d'El Gastor à droite sur la rive opposée.

## Histoire

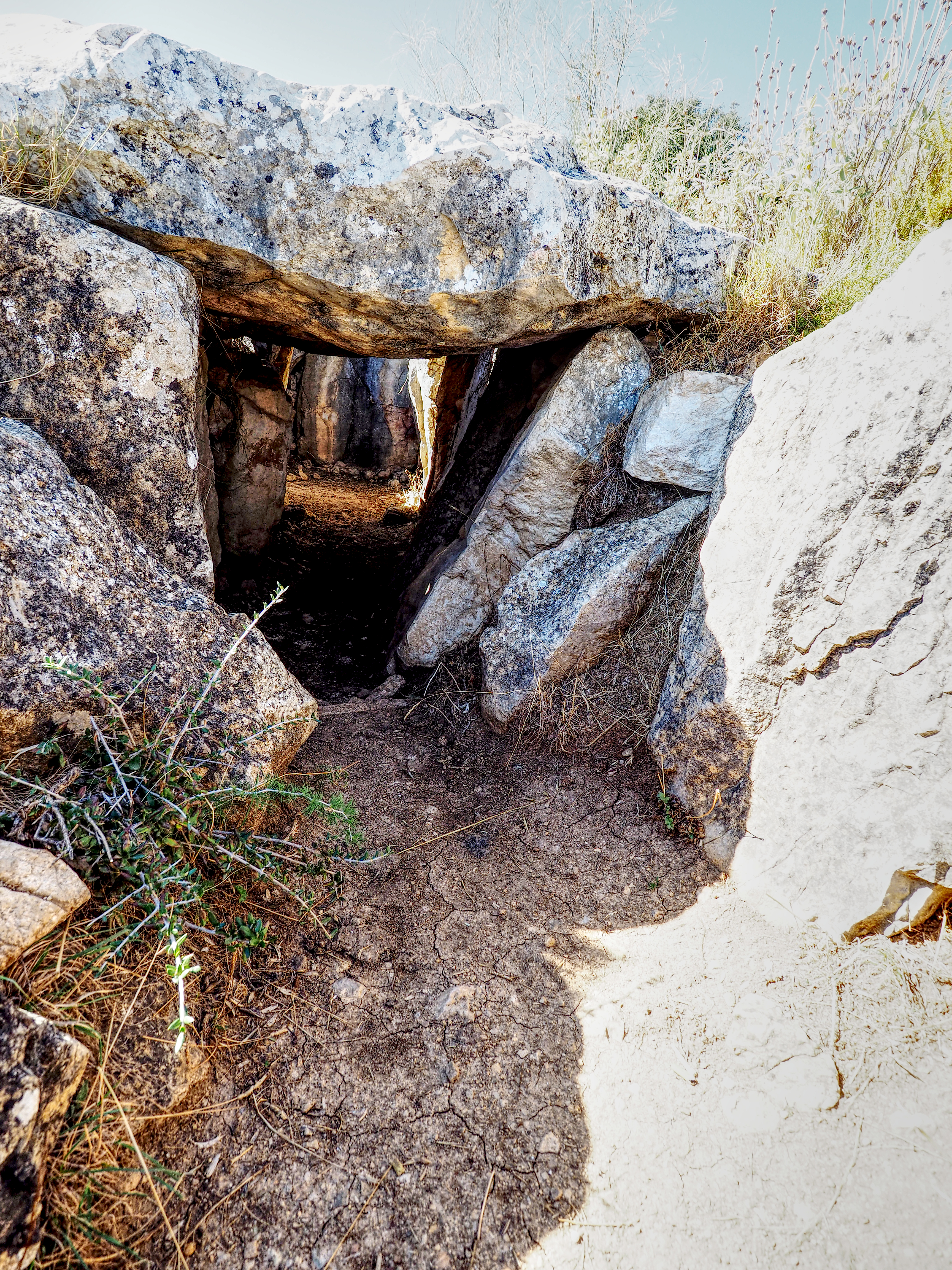
Dolmen El Gigante
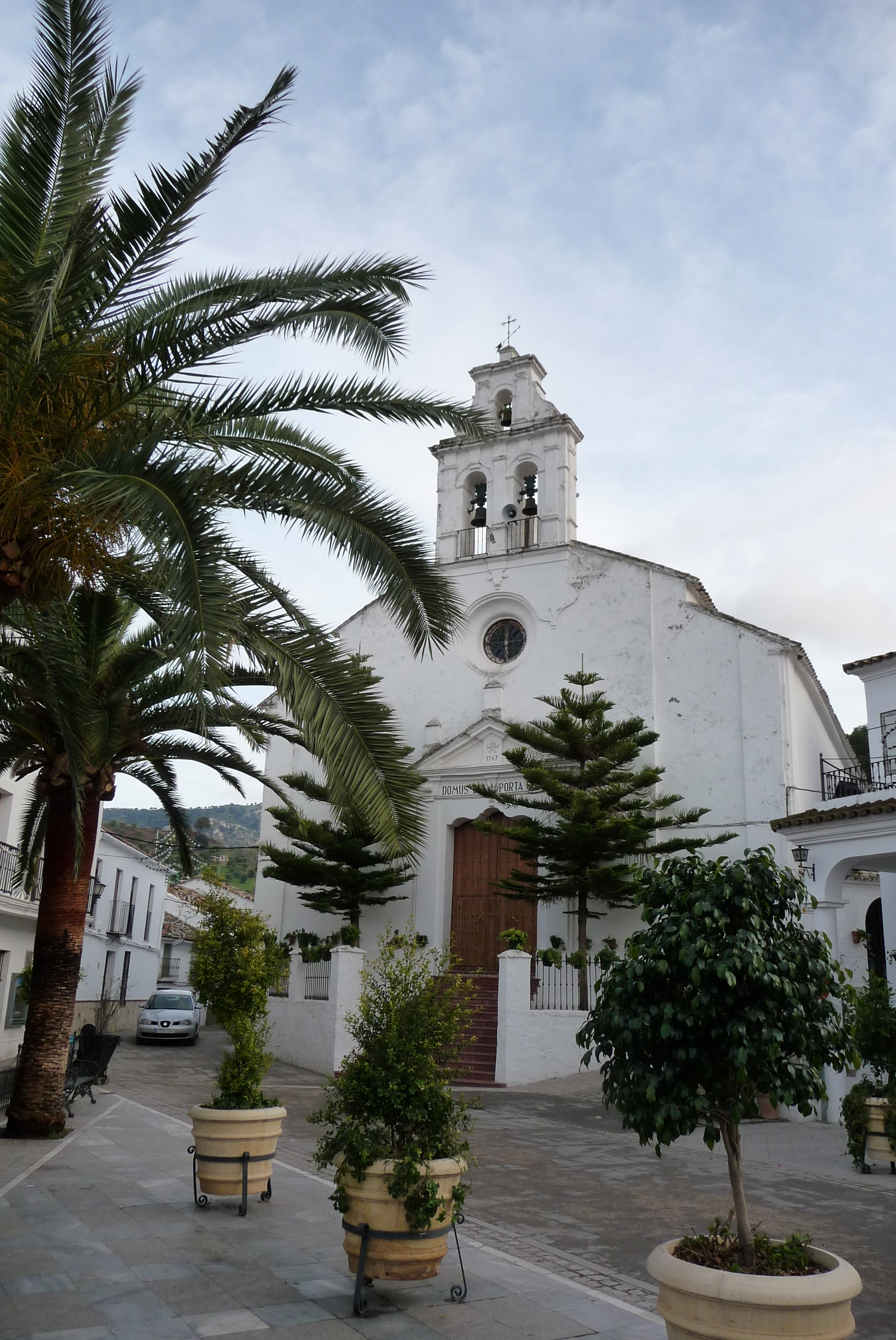
Église San José
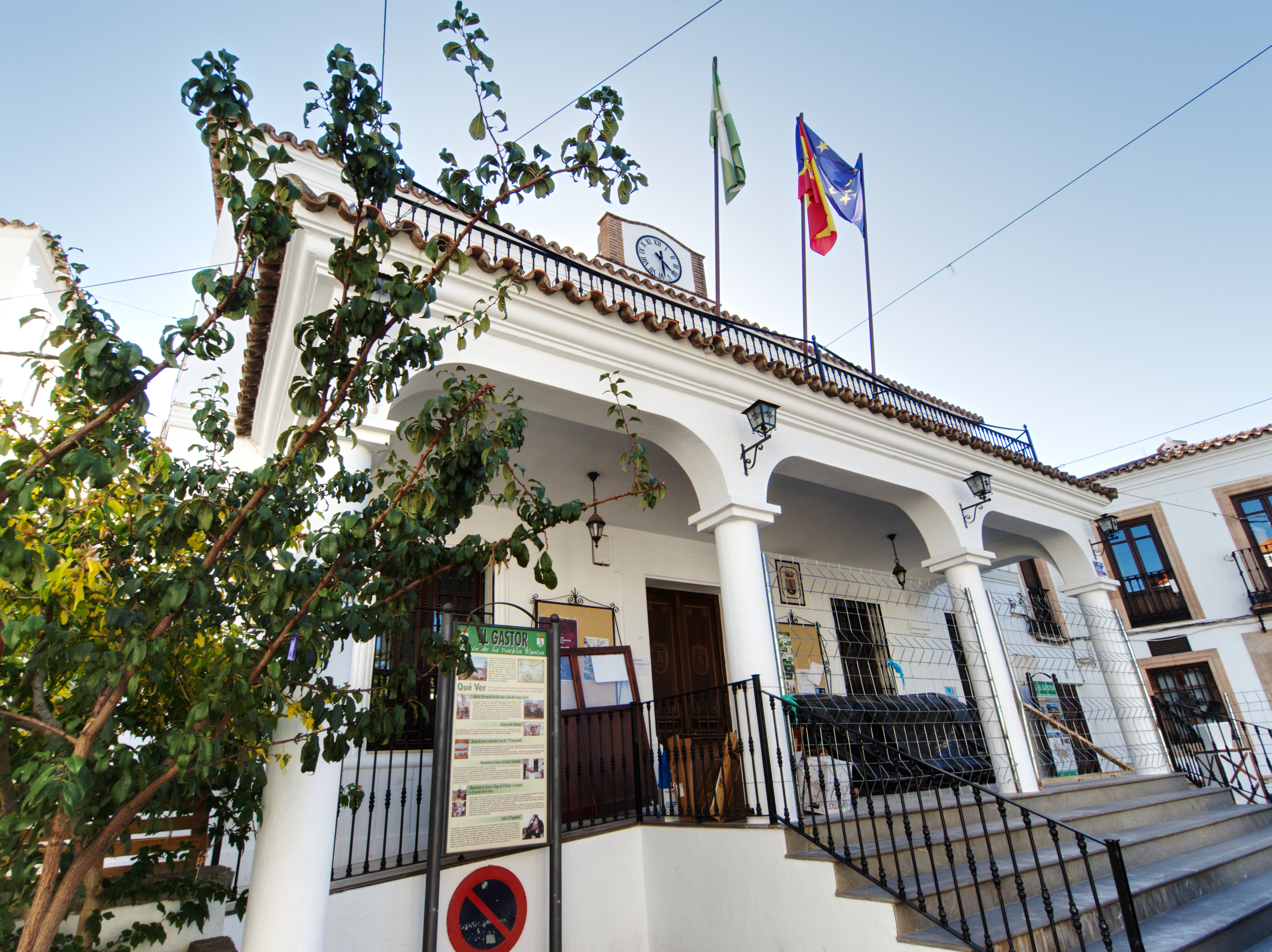
La mairie
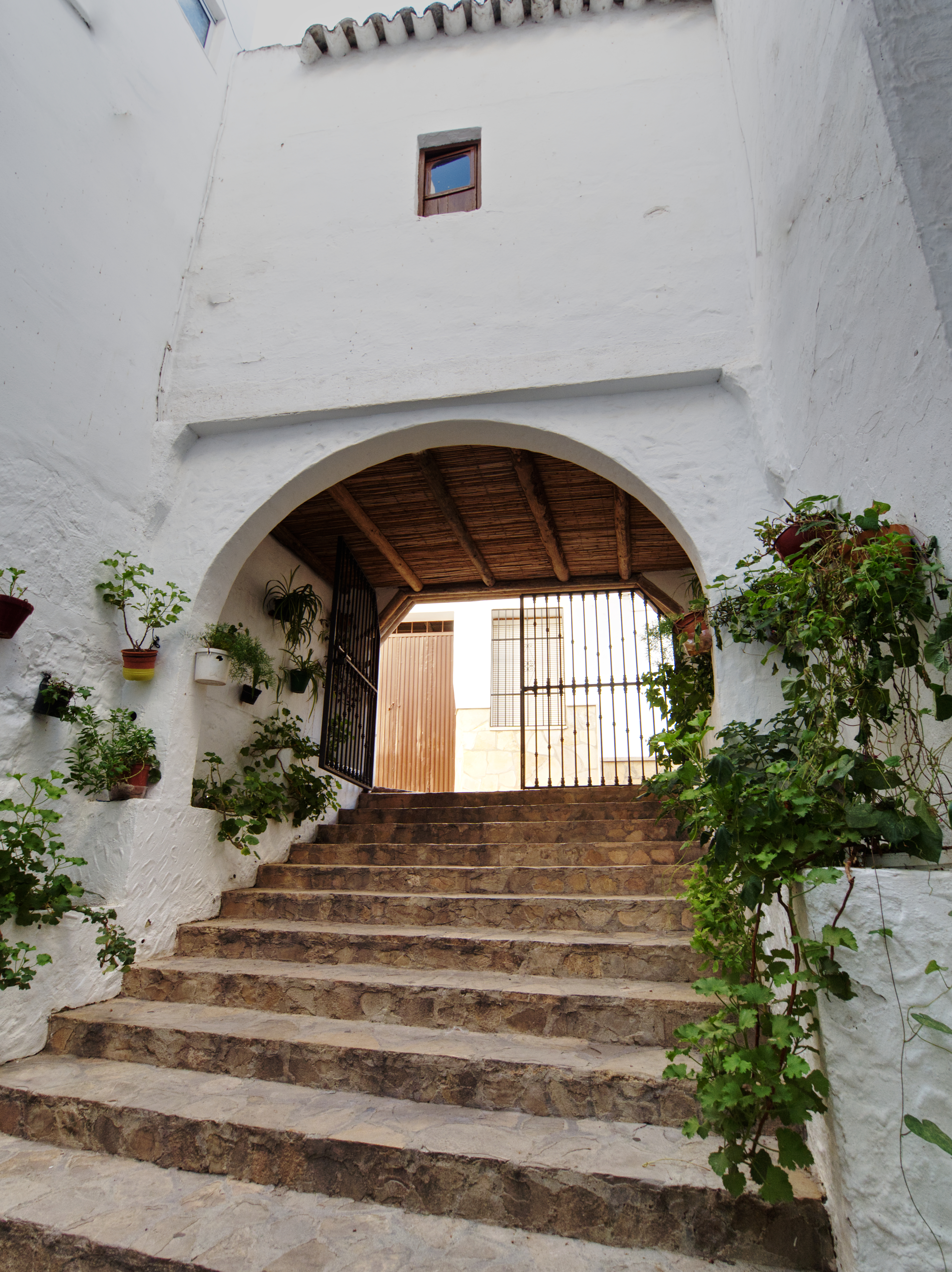
Arche fleurie
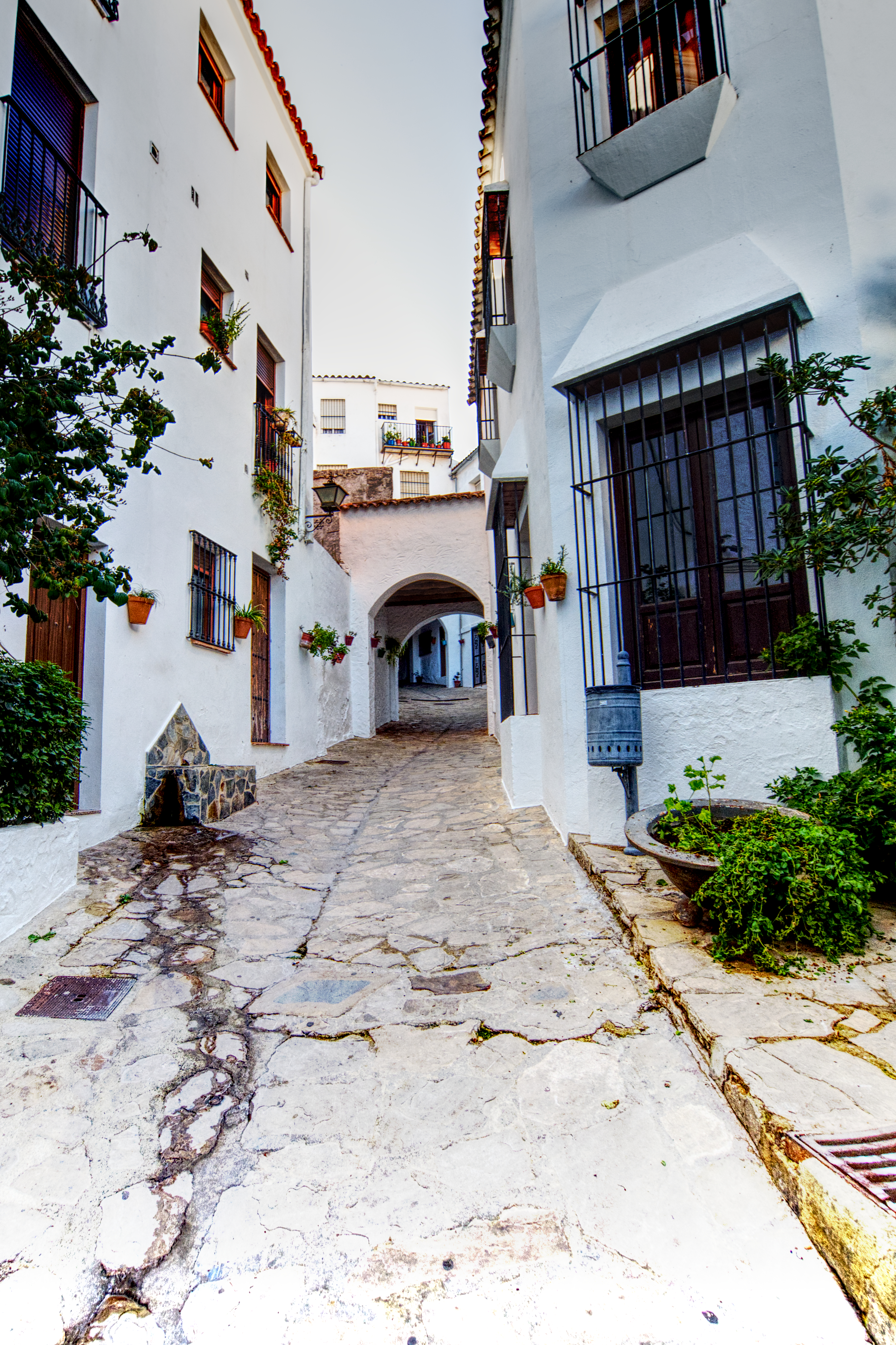
Une ruelle et son arche